# Harry Barris
Harry Barris (ur. 24 listopada 1905 w Nowym Jorku, zm. 13 grudnia 1962 w Burbank) – amerykański piosenkarz jazzowy, pianista i autor tekstów, członek zespołu The Rhythm Boys wraz z Bingiem Crosbym i Alem Rinkerem.

## Życiorys
Barris urodził się w żydowskiej rodzinie w Nowym Jorku. Uczył się w Denver w Kolorado. W wieku 14 lat umiał już bardzo dobrze grać na pianinie. W 1927 roku dołączył do śpiewającego zespołu The Rhythm Boys, który tworzyli Bing Crosby i Al Rinker. W 1930 roku wystąpił z nimi oraz z orkiestrą Paula Whitemana w filmie Król jazzu (ang. King of Jazz). Następnie śpiewające trio się rozpadło, gdy Crosby postanowił rozpocząć karierę solową.
Miał problemy z alkoholem. W 1961 roku złamał biodro i zdiagnozowano u niego chorobę nowotworową. Zmarł w Burbank w Kalifornii w wieku 57 lat.